# فرح‌آباد (خواف)
فرح‌آباد ، روستایی است از توابع بخش سلامی و در شهرستان خواف استان خراسان رضوی ایران.

## جمعیت
این روستا در دهستان بالاخواف قرار داشته و بر اساس سرشماری سال ۱۴۰۰ جمعیت آن (۲۰۵خانوار) ۷۷۰ بوده‌است.

## مردم روستا
مردم روستا اغلب شیعه و سنی هستند و برای این دو مذهب مساجد جداگانه‌ای در نظر گرفته شده.